# The Dukes (animatieserie)
The Dukes is een Amerikaanse animatieserie, gebaseerd op de serie The Dukes of Hazzard. De serie was te zien op CBS in 1983. De serie telt twee seizoenen, met in totaal 20 afleveringen.
De acteurs uit de live-actionserie doen in deze serie de stemmen van de getekende versies van hun personages.

## Verhaal
In de serie racen de Dukes rond de wereld in een duel met Boss Hogg, met als inzet de boerderij van oom Jesse. De personages bezoeken onder andere Venetië, Marokko, Londen, Griekenland, India, Oezbekistan, Hongkong en Schotland.

## Productie
De serie werd geproduceerd door Hanna-Barbera Productions in samenwerking met Warner Bros. Television, de producer van de live-actionserie.
Het eerste seizoen van de animatieserie werd gemaakt tijdens de periode dat in de live-actionserie de personages Bo en Luke Duke waren vervangen door Coy en Vance Duke. Derhalve staan in het eerste seizoen deze twee personages centraal. In het tweede seizoen nemen Bo en Luke hun plaats in.

## Cast
- Byron Cherry - Coy Duke (eerste seizoen)
- Christopher Mayer - Vance Duke (eerste seizoen)
- Tom Wopat - Luke Duke (tweede seizoen)
- John Schneider - Bo Duke (tweede seizoen)
- Catherine Bach - Daisy Duke
- Denver Pyle - Jesse Duke
- James Best - Sheriff Rosco P. Coltrane
- Sorrell Booke - Boss Hogg
- Frank Welker - Flash en The General Lee

Extra stemmen: Jack Angel, Chris Anthony, Jered Barclay, Michael Bell, Bill Callaway, Phil Clarke, Peter Cullen, Keene Curtis, Jennifer Darling, Dick Erdman, Linda Gary, Joan Gerber, Ernest Harada, Bob Holt, Stan Jones, Paul Kirby, Peter Leeds.

## Afleveringen
| Seizoen 1                      |
| 1. "Put Up Your Dukes"         |
| 2. "Jungle Jitters"            |
| 3. "The Dukes of Venice"       |
| 4. "Morocco Bound"             |
| 5. "The Secret Satellite"      |
| 6. "The Dukes of London"       |
| 7. "The Greece Fleece"         |
| 8. "The Dukes in India"        |
| 9. "The Dukes in Uzbekistan"   |
| 10. "A Hogg in Hong Kong"      |
| 11. "The Dukes in Scotland"    |
| 12. "The Dukes Do Paris"       |
| 13. "The Dukes in Switzerland" |

| Seizoen 2                               |
| 14. "Boss O'Hogg and the Little People" |
| 15. "Tales of the Vienna Hoods"         |
| 16. "The Kids From Madrid"              |
| 17."A Dickens of a Christmas"           |
| 18. "The Canadian Caper"                |
| 19. "The Dukes in Hollywood"            |
| 20. "A Hogg in the Foggy Bogg"          |